# Titaea
Titaea é um gênero de mariposas, ou traças, neotropicais pertencentes à família Saturniidae e subfamília Arsenurinae, contendo espécies de hábitos noturnos, encontradas na floresta tropical e subtropical úmida da América do Sul e em habitat de cerrado, distribuídas do México e América Central ao Brasil. Foi classificado por Jacob Hübner, em 1823, na obra Sammlung exotischer Schmetterlinge, volume 2, ao nomear a sua espécie-tipoː Titaea orsinome. Suas lagartas se alimentam de plantas dos gêneros Brachychiton, Bombax, Chorisia, Pachira e Tilia (família Malvaceae). Como uma regra mais ou menos geral nessa família o tamanho do corpo desses insetos é relativamente pequeno em relação ao tamanho de suas asas.

## Espécies
De acordo com o Global Biodiversity Information Facility/BOLD Systems; com asterisco (*) estão as espécies registradas para o Brasil (fonteː SiBBr - Sistema de Informação sobre a Biodiversidade Brasileira; entre parênteses os cientistas que tiveram os nomes originais de seus gêneros modificados para Titaea).

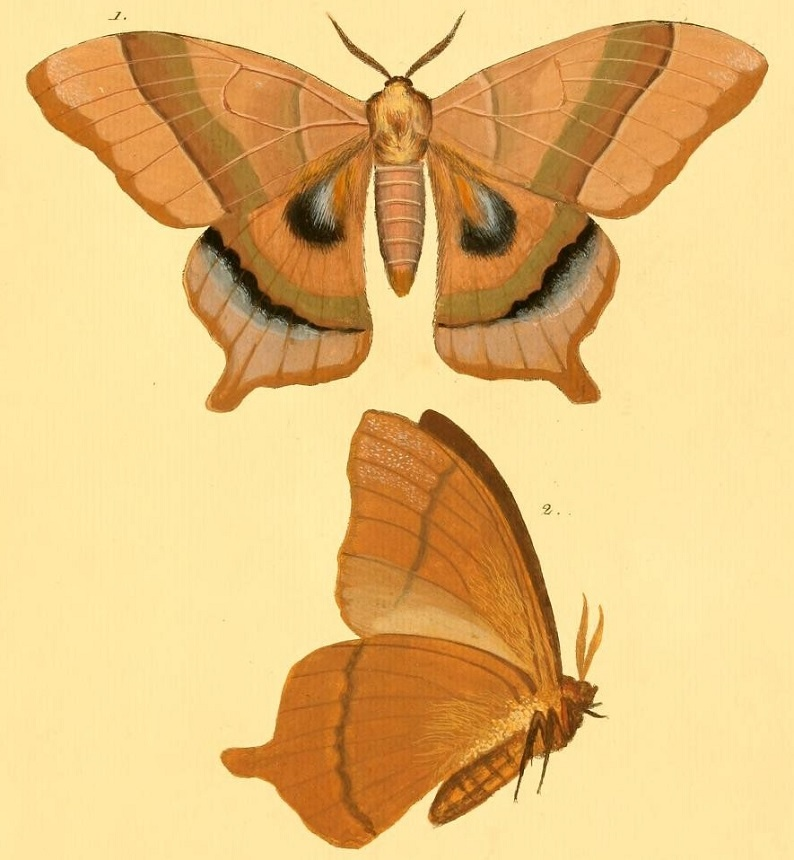
As primeiras ilustrações de Titaea orsinome, a espécie-tipo do gênero Titaea classificada para a ciência, em vista superior (1) e inferior (2). Por Jacob Hübner.

- Titaea lemoulti (Schaus, 1905)*
- Titaea orsinome Hübner, 1823*
- Titaea raveni Johnson & Michener, 1948
- Titaea tamerlan (Maassen, 1869)*
- Titaea timur (Fassl, 1915)*

- As primeiras ilustrações de Titaea orsinome, a espécie-tipo do gênero Titaea classificada para a ciência, em vista superior (1) e inferior (2). Por Jacob Hübner.[3]